# لاعب كرة يد
لاعب كرة يد هي مهنة الاحتراف في اللعب في رياضة كرة يد.